# Джакал
Джакал (англ. jacal, траскр. həˈkɑːl; испанский мексиканский от астекс. xacalli, сокр. xamitl calli; букв. — «хижина») — исторически сложившееся глинобитное жильё, распространённое повсюду на юго-западе США и в Мексике. Этот тип жилища использовался некоторыми коренными жителями Северной и Южной Америки до европейской колонизации, а позже — как латиноамериканскими, так и европейскими поселенцами в Техасе и других местах.

## История
Впервые джакал упоминается в 1838 году.

## Архитектура
Как правило, джакал состоял из тонких близко расположенных столбов, соединённых вместе и заполненных глиной и травой. Более сложные структуры, такие как построенные анасази, включали кирпичи из самана — обожженной на солнце глины и песчаника.
Конструкция джакала похожа на плетёную стену. Тем не менее, «плетёная» часть джакальных структур состоит в основном из вертикальных опор, скреплённых верёвкой и иногда поддерживаемых каркасом опор, как в ямных домах эпохи Баскетмейкера III у исконных индейцев пуэбло (анасази) на юго-западе Америки. Плетённая часть джакала покрывается слоем глины, иногда между ними добавляется средний слой сухих трав или ветвей кустарников в качестве изоляции.